# Fleming (Nueva York)
Fleming es un pueblo ubicado en el condado de Cayuga en el estado estadounidense de Nueva York. En el año 2000 tenía una población de 2.647 habitantes y una densidad poblacional de 46.8 personas por km².

## Geografía
Fleming se encuentra ubicado en las coordenadas 42°52′16″N 76°34′39″O / 42.87111, -76.57750.

## Demografía
Según la Oficina del Censo en 2000 los ingresos medios por hogar en la localidad eran de $49,363, y los ingresos medios por familia eran $54,879. Los hombres tenían unos ingresos medios de $40,789 frente a los $28,182 para las mujeres. La renta per cápita para la localidad era de $22,603. Alrededor del 5.7% de la población estaban por debajo del umbral de pobreza.